# Мадар, Микаэль
Микаэль Мадар (фр. Mickaël Madar; родился 8 мая 1968 года в Париже, Франция) — французский футболист нападающий, более известный по выступлениям за клубы «Монако»,«Эвертон» и «Пари Сен-Жермен». Участник Чемпионата Европы 1996 года.

## Клубная карьера

### Ранняя карьера
Мадар начинает свою карьеру в «Сошо» в 1986 году. В 1988 году, он вместе с командой выходит в финал Кубка Франции.  В ходе финального мачта против «Метца», Микаэль получает красную карточку, которая стоит его команде победы. В 1989 году французская спортивная газета L’Équipe, описывает нападающего, как талантливого нападающего, отлично проявляющего себя в игре головой. В том же году «Сошо» продает нападающего в клуб второго французского дивизиона «Лаваль». В новой команде, Мадар получает больше игрового времени, забивая в 31 матче 9 мячей. После сезона в «Лавале», львы решают вернуть Микаэля и выкупают его обратно. После возвращения Мадар не может найти свою игру и  1992 году принимает приглашение «Канна». Под руководством тренера команды Луиса Феранадеса, Микаэль быстро прогрессирует, за два сезона забивая 26 мячей. Также он вместе с Зенедином Зиданом помогает команде занять 4-е место в сезоне 1990/91 и принять участие в Кубке УЕФА.

### «Монако»
Удачная игра за «Канн», привлекала к Мадару внимание более именитых клубов. Самым настойчивым оказался тренер «Монако», Арсен Венгер, пригласивший нападающего в свою команду. В то время за «монегасков» выступали Юрий Джоркаефф, Сонни Андерсон, Дан Петерсен, Виктор Икпеба, Энцо Шифо и Тьерри Анри, поэтому Мадару отводилась роль «джокера», он должен был усиливать игру команды выходя на замену в концовке матчей. В первом сезоне он провел за команду 23 матча и забил 6 мячей. После ухода Венгера в японский «Нагоя Грампус», новый тренер Жан-Люк Эттори стал использовать Микаэля, как основного партнера по нападению бразильца Сонни Андерсона. Мадар отлично провел сезон забив 8 голов, а Сонни помог стать лучшим бомбардиром Лиги 1 и заслужил попадание в заявку сборной на Евро-96.

## Международная карьера
Микаэль дебютирует за сборную Франции в матче Квалификационного раунда Евро-96 против сборной Румынии. На 63-й минуте матча Мадар заменяет Кристофа Дюгарри, а через 10 минут он делает результативный навес на Зенедина Зидана, который устанавливает окончательный счет, 3:1. Следующий матч против сборной Израиля, Микаэль начинает в стартовом составе. Свой единственный гол за сборную, Мадар забивает в товарищеском матче против сборной Армении, который становится для него последним в футболке национальной сборной.
Тренер французов, Эме Жаке включает Микаэль в заявку команды на Чемпионат Европы 1996 года, но на поле Мадар так и не появляется. Несмотря на это, Микаэлю досталась бронзовая медаль первенства.

### Матчи и голы за сборную
| #  | Дата            | Место             | Противник | Результат | Соревнование                                         |
| -- | --------------- | ----------------- | --------- | --------- | ---------------------------------------------------- |
| 1. | 11 Октября 1995 | Бухарест, Румыния | Румыния   | 1–3       | Чемпионат Европы по футболу 1996 (отборочный турнир) |
| 2. | 15 Ноября 1995  | Париж, Франция    | Израиль   | 2–0       | Чемпионат Европы по футболу 1996 (отборочный турнир) |
| 3. | 5 Июня 1996     | Лилль, Франция    | Армения   | 2–0       | Товарищеский матч                                    |

## Достижения
Международные
 Франция
- Чемпионат Европы по футболу 1996